# Janine de Waleyne
Janine de Waleyne est une chanteuse et ondiste française née le 2 mai 1921 à Paris 10e et morte à Cannes le 22 décembre 1987.
Bien que peu connue du public, cette artiste de l'ombre est une figure importante dans le monde des studios d'enregistrement français des années 1960 et 1970. Elle a accompagné en studio, sur scène et à la télévision de nombreux chanteurs, tels que Jacques Brel, Léo Ferré, Jean Ferrat, Henri Salvador, Boby Lapointe ou Gilbert Bécaud.

## Biographie
Janine de Waleyne commence sa carrière professionnelle de chanteuse soprano en intégrant l'octuor de jazz vocal : les Blue Stars of France, le premier du genre en France, créé par le jeune label Barclay pour accompagner la pianiste et chanteuse Blossom Dearie. Au mitan des années 1950, le groupe enregistre plusieurs disques, portés par le succès de la chanson « Lullaby of Birdland ». Janine de Waleyne ne participe cependant pas aux groupes ultérieurs, plus connus et reconnus, que sont les Double Six et les Swingle Singers.

### L'ondiste
Janine de Waleyne commence à pratiquer les ondes Martenot à la fin des années 1930. En 1957, elle accompagne Léo Ferré dans son album Les Fleurs du mal et participe au disque musical pour enfants Une aventure de Babar, sous la direction de Serge Baudo. En 1959, elle interprète deux pièces du compositeur expérimental Michel Magne, sous sa direction : Larmes en sol pleureur et Mémoire d'un trou. L'année suivante elle interprète le thème principal de la BO de Faces in the dark de David Eady, adaptation des Visages de l'ombre de Boileau-Narcejac (musique de Míkis Theodorákis). Elle est sollicitée pour diverses réclames et pièces radiophoniques.

### La choriste
Le monde de la chanson fait appel à elle pour des duos (« Demain l'on se marie » avec Jacques Brel, 1958), le plus souvent comiques : « Savez-vous planter les choux » avec Maurice Chevalier, « Juanita Banana » avec Henri Salvador et « Pourquoi un pyjama ? » avec Régine en 1966, « L'été où est-il ? », « Andréa c'est toi » avec Boby Lapointe en 1967, « Comme dans un opéra » avec Henri Tachan en 1981, etc. Comique musical qu'elle décline à la scène dans La Grosse Valse (1963), spectacle populaire de Robert Dhéry avec Louis de Funès et la troupe des Branquignols, sur une musique de Gérard Calvi.
Léo Ferré est un de ceux qui tirent le meilleur parti de ses possibilités vocales, employant sa voix puissante et virtuose de manière plus sérieuse, plus dramatique, dans plusieurs de ses albums (Verlaine et Rimbaud en 1964, Léo Ferré chante Baudelaire en 1967, La Chanson du mal-aimé en 1972, L'Espoir en 1974). Elle accompagne le chanteur sur scène en 1974 et en 1975, au sein de formations allant du quintette à l'orchestre symphonique avec chœurs.
En 1965, Janine de Waleyne accompagne le chanteur Jean Ferrat sur scène lors de son passage à l'Alhambra de Paris.
En 1970, elle est sollicitée par le guitariste brésilien Baden Powell de Aquino, qui l'a découverte comme choriste de Salvatore Adamo. Ensemble ils enregistrent plusieurs albums, en petite formation ou en duo guitare-voix (album Images on guitar - Baden + Janine, 1972).
En 1973, elle vocalise sur la chanson-titre de l'album Venham Mais Cinco de José Afonso.
En 1976, elle participe à l'enregistrement de la « fresque musicale » Paris populi de Georges Coulonges et Francis Lemarque.
Elle intervient peu au cinéma. On peut cependant l'entendre dans la BO des Pissenlits par la racine de Georges Lautner (musique de Georges Delerue, 1964).

### Le doublage
Parallèlement, Janine de Waleyne développe à partir de 1965 une activité de chanteuse dans le domaine de la musique pour enfants. En 1974, elle interprète les chansons de la version française du film Disney Robin des Bois. En 1975 elle participe au deuxième doublage du film Pinocchio. En 1977, elle joue un des personnages dans les lectures sur disque de Babar dans l'île aux oiseaux, Babar au cirque et Babar musicien.
En 1978, elle interprète les chansons du Kanapoutz, un 45 tours tiré de l'émission L'Île aux enfants.
En 1980, elle interprète les rôles de Mémé Lodie et de la fée Maggie dont elle chante les chansons sur le premier véritable album de Dorothée, constituant le conte musical Dorothée au pays des chansons.
Après cela, elle s'oriente vers l'enseignement du chant au Conservatoire de musique de Nice et n'enregistre plus.

## Discographie

### Chanteuse
- 1955-1956 : Lullaby Of Birdland and Other Famous Hits By The Blue Stars of France (Cherry Red, 2006)
- 1955-1956 : Pardon my English, des Blue Stars of France (Emarcy, 2011 - pistes 13 à 20)
- 1958 : Au printemps, de Jacques Brel (chanson « Demain l'on se marie »)
- 1964 : Verlaine et Rimbaud chantés par Léo Ferré
- 1967 : Léo Ferré chante Baudelaire
- 1968 : J'arrive, de Jacques Brel (chanson « Je suis un soir d'été »[2])
- 1971 : Baden Powell Quartet Vol.1-3
- 1972 : La Chanson du mal-aimé (Léo Ferré chante Apollinaire)
- 1972 : Images on guitar - Baden + Janine, de Baden Powell
- 1973 : Venham mais Cinco, de José Afonso (chanson « Venham mais cinco »)
- 1974 : L'Espoir, de Léo Ferré
- 1980 : Dorothée au pays des chansons, de Dorothée.

### Ondiste
- 1957 : Les Fleurs du mal, de Léo Ferré
- 1959 : Musique tachiste (réédité et augmenté en 2008 sous le titre Le Monde expérimental de Michel Magne)